# رينهارد روبال
الدكتور راينهارد روبال (بالألمانية: Reinhard Rauball)‏ (من مواليد 25 ديسمبر 1946) هو سياسي ألماني، وعضو في الحزب الديموقراطي الاجتماعي الألماني ، وهو محام مدرب ومسؤول لكرة القدم. يشتهر بأنه شغل منصب رئيس فريق كرة القدم بوروسيا دورتموند عدة مرات، كما خدم لفترة وجيزة كوزير للعدل في شمال الراين - وستفاليا. بالإضافة إلى أنه يشغل حاليًا منصب رئيس بوروسيا دورتموند، فقد كان أيضًا رئيسًا لدوري كرة القدم الألماني في أغسطس 2007. من نوفمبر 2015 إلى أبريل 2016، كان رئيسًا للاتحاد الألماني لكرة القدم إلى جانب راينر كوخ. 
لعب روبال كرة القدم في أواخر الستينيات لنادي دورتموند95 .

## الحياة المهنية

### المحاماة
درس روبال، نجل المحامي يوهانس روبال، فقه القضاء في جامعة روهر بوخوم وحصل على الدكتوراه في عام 1971. 
عمل محاميًا في شركة قانونية في دورتموند في عام 1976. في التسعينات والألفينيات من القرن العشرين، قام بالعمل كمحامٍ رياضي، حيث مثل كاترين كرابي ونيكول أبوف وجراسيانو روشيجياني بالإضافة إلى العديد من المدربين المعتزلين من أندية كرة القدم في البوندسليجا.

### السياسة
كان روبال وزيراً للعدل في شمال الراين - وستفاليا في الفترة من 1 مارس 1999 إلى 8 مارس 1999 في عهد الوزير وولفجانج كليمنت .  بعد أسبوع واحد فقط من تعيينه في مجلس الوزراء، أُجبر على الاستقالة لأنه أصبح عضوًا في الهيئة الإشرافية لشركة يوروغاس التي تتخذ من الولايات المتحدة مقراً لها في عام 1994 دون التقدم بطلب للحصول على الموافقة وفقًا لما يقتضيه القانون الألماني.

### مسؤول كرة القدم
منذ 14 نوفمبر 2004، كان روبال رئيسًا لبوروسيا دورتموند ، حيث كانت فترة رئاسته الثالثة.  جنبا إلى جنب مع جيرد بيبر ورينهول لونو، قام بتشكيل مجلس إدارة بوروسيا دورتموند. في فترة رئاسته الأولى، في عام 1979 إلى عام 1982، عندما كان يبلغ من العمر 32 عامًا، كان أصغر رئيس في تاريخ البوندسليجا. كما شغل منصب الرئيس مرة أخرى من 1984 إلى 1986. وهو يعتبر من منقذي بوروسيا دورتموند لأنه أنقذ الفريق من الإفلاس في أكثر من مره في فترات رئاسته، وآخرها في عامي 2005 و 2006 بالتعاون مع المديرين هانز يواخيم فاتسكه وتوماس تريس.
بعد روبال أصبح فيرنر هاكمان رئيس لدوري كرة القدم الألمانية في أغسطس 2007.  كمرشح وحيد، تم انتخابه بالإجماع بأصوات جميع الأندية المحترفة البالغ عددها 36. أعيد انتخابه بالإجماع في 18 أغسطس 2010  وفي 7 أغسطس 2013. 

## الحياة الشخصية
يعيش روبال في هيرديك، في جنوب دورتموند. وهو متزوج ولديه ابنتان بالغتان.